# Хангану, Овидиу Корнел
Овидиу Корнел Хангану (рум. Ovidiu Cornel Hanganu род. 12 мая 1970, Ghelari, Хунедоара) — румынский футболист, игрок сборной Румынии.

## Карьера
Овидиу Хангану начал свою карьеру в родном клубе «Корвинул», где в 1986 году в возрасте 16 лет был переведен в первую команду. Его дебют состоялся 12 октября 1986 года в матче против футбольного клуба «Жиул». Это была его единственная игра в сезоне 1986/87. Только в следующем сезоне он стал чаще появляться на поле.
В 1989 году Хангану получил возможность перейти в одну из лучших румынских команд и присоединился к бухарестской «Виктории». Наибольшего успеха в своей карьере он добился в сезоне 1990/91, когда с 24 голами стал лучшим бомбардиром чемпионата Румынии. В последующие годы играл, как за румынские, также и иностранные клубы.